# Infekcija (2003.)
Infekcija, hrvatski dugometražni film iz 2003. godine.